# Кметове на Банско
Това е списък на кметовете на град Банско, България, от 1912 година, включително изпълняващи длъжността, председатели на общински тричленни комисии и председатели на изпълнителни комитети на Градския общински народен съвет.
| Име                 | Години      |
| ------------------- | ----------- |
| Асен Тодев          | 1912 - 1913 |
| Марко Ковачев       | в 1914      |
| Симеон Молеров      | 1919 - 1921 |
| Димитър Бараков     | 1921 - 1923 |
| Лазар Гълъбов       | 1923 - ?    |
| Васил Манов         | 1939 - 1940 |
| Борис Велянов       | 1995 - 1999 |
| Георги Тасев        | 1999 - 2003 |
| Александър Краваров | 2003 - 2011 |
| Георги Икономов     | 2011 - 2019 |
| Иван Кадев          | 2019 - 2023 |
| Стойчо Баненски     | 2023 -      |